# Cathedral Oceans
Cathedral Oceans è un album di musica ambient di John Foxx, pubblicato nel marzo del 1995. Insieme a Shifting City registrato con Louis Gordon e pubblicato lo stesso giorno, l'album segnala il ritorno di Foxx alla scena musicale dopo un'assenza di dieci anni. La sua ultima fatica solista infatti, In Mysterious Ways risale al 1985.
Cathedral Oceans è anche il primo album di musica ambient di Foxx che andrà a pubblicare Cathedral Oceans II nel 2003 e Cathedral Oceans III nel 2005.
Johnny Foxx ha più volte dichiarato che la ispirazione per questo album l'ha scoperta visitando il Duomo di Milano.

## Tracce
1. Cathedral Oceans – 5:17
2. City As Memory – 5:43
3. Through Summer Rooms – 6:35
4. Geometry And Coincidence – 5:24
5. If Only... – 3:22
6. Shifting Perspective – 2:33
7. Floating Islands – 6:06
8. Infinite In All Directions – 5:51
9. Avenham Collonade – 6:13
10. Sunset Rising – 2:38
11. Invisible Architecture – 3:22